# Yordy Reyna
José Yordy Reyna Sánchez (Chiclayo, 17 settembre 1993) è un calciatore peruviano, attaccante della Rodina Mosca.

## Carriera

### Club
Ha giocato nella massima serie peruviana con l'Alianza Lima, con la quale realizza 6 gol in 22 partite di campionato.
Il 23 giugno 2013 il Red Bull Salisburgo comunica di aver ingaggiato il giocatore dall'Alianza Lima. Il peruviano ha firmato un contratto quadriennale. È il primo peruviano a indossare la maglia della società austriaca.
Il 17 dicembre 2021, dopo essere rimasto svincolato dal DC United, firma un contratto biennale con il neo ammesso club di MLS, lo Charlotte FC.

### Nazionale
Nel 2013 ha partecipato al campionato sudamericano di calcio Under-20 2013  con la nazionale Under-20 peruviana, realizzandovi 5 reti e venendo nominato tra i 10 migliori giocatori del campionato sudamericano disputatosi in Argentina.

## Palmarès

### Club
- Campionato austriaco: 2

Salisburgo: 2013-2014, 2015-2016
- Coppa d'Austria: 2

Salisburgo: 2013-2014, 2015-2016

### Individuale
- Inserito nella squadra ideale del Campionato sudamericano di calcio Under-20: 1

Argentina 2013